# Pixie Geldof
Little Pixie Geldof (Londres, 17 de septiembre de 1990) es una modelo y cantante inglesa. Es la tercera hija de Bob Geldof y Paula Yates.

## Primeros años
Geldof es la tercera hija de Bob Geldof y Paula Yates. También es nieta biológica de Hughie Green. Pixie es la tercera de tres hijas, Fifi Trixibelle (1983), Peaches Geldof (1989–2014). Tiene una medio-hermana, Heavenly Hiraani Tiger Lily Hutchence (1996) producto de la relación de su madre con el líder de la banda INXS, Michael Hutchence.

## Carrera

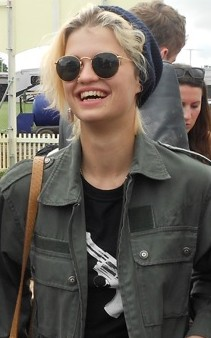
Geldof en junio de 2011

### Modelaje
Su primera portada de revista fue para Tatler en 2008. Ha sido el rostro de Levi's, Diesel, Henry Holland, Razzle, Agent Provocateur, Loewe y Pringle of Scotland, como también ha modelado para Vivienne Westwood, Luella y Jeremy Scott. Modeló para Debenhams en 2010.

### Música
Geldof es la cantante principal de la banda Violet, la cual lanzó su primer sencillo en mayo de 2012. Estaba previsto que actuara como DJ en el Festival de Coachella en abril de 2014 pero lo canceló debido a la muerte de su hermana.
Lanzó su primer álbum I'm Yours en noviembre de 2016. Fue grabado en Los Ángeles y producido por Tony Hoffer.

## Vida personal
Geldof mantiene una relación con el baterista de la banda These New Puritans, George Barnett. La pareja se casó en junio de 2017 en Mallorca. Tienen un hijo nacido en 2021.